# Fides quaerens intellectum
Fides quaerens intellectum significa "la Fe busca el entendimiento" o "la Fe busca entender". Es el método teológico enfatizado por Agustín (354–430) y Anselmo de Canterbury (c.1033 - 1109) en el que uno comienza con la creencia en la fe, y sobre la base de esa fe, pasa a una mayor comprensión de la verdad cristiana.
Anselmo usa esta expresión por primera vez en su Proslogion (II – IV). Articula la estrecha relación entre la fe y la razón humana. Esta es la clave del pensamiento teológico y filosófico de Anselmo. Significa entender intelectualmente lo que ya creemos. Cronológicamente, la fe precede a la comprensión, como cuando los niños pequeños confían por primera vez en sus padres y creen lo que dicen, y solo más tarde, cuando crecen, quieren examinar y comprender la realidad por sí mismos. En palabras de Anselmo de Canterbury: "Neque enim quaero intelligere ut credam, sed credo ut intelligam" ("No busco entender para poder creer, sino que creo para poder entender").
"Tomás de Aquino creía que la razón humana, sin la ayuda de la revelación, no solo nos cuenta cosas sobre el mundo natural, sino que puede proporcionar una descripción austera de la existencia de Dios, sin embargo no está dispuesto a decir que la enseñanza sagrada es una cuestión de fe, en el que la comprensión implica algún tipo de ver el todo captando la interrelación de las partes."